# Tambaga (Burkina Faso)
Tambaga è un dipartimento del Burkina Faso classificato come comune, situato nella Provincia di Tapoa, facente parte della Regione dell'Est.
Il dipartimento si compone del capoluogo e di altri 31 villaggi: Agbana, Baaka, Bayentori, Boalbigou, Boupiena, Diadori, Diandiandi, Diegbala, Djimagli, Fanfangou, Gnouambouli, Kogoli, Konli I, Konli II, Kpadanfoani, Momba-Peulh, Naboué, Nambari, Palboa, Pentinga-Gourmantché, Pentinga-Peulh, Piéni, Popéri, Saborga–Kori, Saborga–Péra, Sansanga, Thioula, Tiakoagli, Tindangou, Yirini e Yobri.